# 高橋辰夫 (美術家)
髙橋 辰夫（たかはし たつお）、画家としての作家名はTaxxaka（タッタカ）
Taxxaka：画家。1964年東京生。多摩美術大学美術学部デザイン科卒。1993年より発表開始。当初はシミュレーショニズム寄りのインスタレーション作品を制作したが、近年は絵画に潜む審美性と偶発性の魅力を追求している。

## 経歴
1999年「第13回ホルベイン・スカラシップ」選出、2001年「現代写真の動向 2001 outerinter」（川崎市市民ミュージアム）参加、高田マル主宰「絵画検討会2018」参加他、個展・グループ展多数。
他の活動：1997年から2012年迄、泉沢儒花と二人でビジュアルデザインユニットBit Rabbitを運営し、美術小冊子「appel」を発行、2002年から2006年には世田谷区経堂で“Gallery,Cafe & Books appel”を運営、向井秀徳、服部一成他ポストモダンを体現する表現者を紹介。同時に音響系ライブやトークショーを開く。2010年「全感覚派宣言」をし、その後数年に渡り、関連美術展を主宰、同人誌「全感覚」を発行した。

## Solo Exhibition
- 1993年、NICOS Gallery / Hongo,Tokyo
- 1997年、Gallery FLOOR2 / Kyodo,Tokyo
- 1998年、NW House / Waseda,Tokyo Galerie de Cafe DEN / Kyodo,Tokyo
- 1999年、Gallery FLOOR2 / Kyodo,Tokyo
- 2000年、G.H Gallery / Higashikitazawa,Tokyo
- 2001年、Galerie de Cafe DEN / Kyodo,Tokyo
- 2002年、OFF SITE / Yoyogi,Tokyo
- 2003年、Zingumae Art Club / Zingumae,Tokyo musee f / Omotesando,Tokyo
- 2005年、Gallery DEN / Higashikitazawa,Tokyo
- 2006年、appel / Kyodo,Tokyo
- 2008年、littleko / Jujo,Tokyo Gallery DEN .st	/ Higashikitazawa,Tokyo
- 2010　commune / 東京下北沢
- 2015　Gallery DEN / 東京・東北沢
- 2019　Gallery DEN5 / 東京・代田橋
- 2021　OLD／NEW SELECT BOOKSHOP 一日 / 東京・吉祥寺
- 2025　River Coffee ＆ Gallery / 東京・文京区

## Group Exhibition
- 1997　Digital Art Museum Project　*Web
- 1999　第13回ホルベイン・スカラシップ
- 2000　写真の地層 世田谷美術館区民ギャラリー / 東京・世田谷　Art in Hospital -生きるたくらみ・加速する知 銀座医院 / 東京・銀座
- 2001　現代写真の動向2001 outer⇔inter 川崎市市民ミュージアム / 神奈川県川崎市
- 2002　thinking about dog's death art & river bank / 東京・多摩川
- 2003　JUCA TATTAKA　展 appel / 東京・経堂　Selection 5 ビデオアート展 Gallery DEN / 東京・東北沢
- 2004　平たい島　-石川卓磨・寺本美里・tattaka / Gallery覚／東京・銀座
- 2005　Bit Rabbit≠juca+tattaka展 appel / 東京・経堂
- 2006　JOURNEY -マギー＋TATTAKA- 展 ロバロバカフェ / 東京・経堂
- 2009　オルタナ美術　ショーケース展 CCAA / 四谷三丁目
- 2010　yosidak+Taxxaka 二人展 アブラウリ / 東京・野方
- 2010　育てるもの展 cafe+gallery 芝生 / 東京・経堂
- 2011　第1回　全感覚派美術展 世田谷区区民ギャラリー / 東京・成城
- 2011　第1.5回　全感覚派美術展 Gallery DEN / 東京・東北沢
- 2012　Taxxaka×タニダリョーコ展 FEMTE / 東京・中野
- 2013　第2回　全感覚派美術展 世田谷区区民ギャラリー / 東京・成城
- 2016　第3回　全感覚派美術展 「と感覚」 / space dike / 東京・三ノ輪
- 2018　クマリネ・Taxxaka写真展「KとTの余白と」 / river coffee & gallery /東京・東大前
- 2018　絵画検討会2018　高田マル×Taxxaka×秦雅則 /  Gallery 3+4 Creative 新潟・新発田市 2018　『21世紀の画家、遺言の初期衝動　絵画検討会2018』出版記念展示　想像上の生き物　参加作家：浦川大志、Taxxaka、竹浪音羽、高田マル、千葉大二郎、秦雅則、宮下夏子 / 東京・theca（コ本や honkbooks内）

- ライブ活動（2010年以降） ※HAKONE：”minamo”“HELLL”“VOIMA”で活動する安永哲郎とTattakaの２名によるユニット。Tattakaはビデオ映像とサンプラー使用。
- 2010.4　yosidak & Taxxaka　Exhibition@Aburauri / Madoka Kohno & Taxxaka、yosidak、Juki
- 2010.7　cafe & gallery SHIBAFU / Taxxaka
- 2010.7　The mountain of HAKONE is rugged and famous / Juki, Satoshi Kanda, HAKONE
- 2010.9　commune / Tetuzi Akiyama, Taxxaka, Tetsuo Yasunaga, Yuta Kawasaki
- 2010.9　The 23rd park concert / sivuch., Kanichiro Oda, Satoshi Kanda, Yuhei Saito, Mitsuteru Takeuchi, Junichiro Tanaka, Takeshi Naoshima,  Shota Nakamura, aen、asuka tanaka、biki、Taxxaka、HELLL, etc.
- 2011.9　The 1st Total Sense festival of music / Tetuzi Akiyama, Kanichiro Oda, Ninzu, Moto_HAKONE
- 2015.3　Gallery DEN / HAKONE